# سرتشمة السفلى (الريف الغربي)
سرتشمة السفلى (بالفارسية: سرچشمه سفلی) هي منطقة سكنية تقع في إيران في قسم الريف الغربي الريفي. يقدر عدد سكانها بـ 208 نسمة بحسب إحصاء 2016.